# Perdition City
Perdition City (с англ. — «Город Погибели», имеет подпись Music to an Interior Film) — пятый студийный альбом норвежской экспериментальной электронной группы Ulver, выпущенный в марте 2000 года на лейбле Jester Records. Альбом был записан и спродюсирован Кристоффером Рюггом и Торе Илвисакером, сведен Илвисакером в студии Beep Jam Studio, а мастерингом занимался Одун Страйп в Strype Audio.
Perdition City продолжает эксперименты, начатые на Themes from William Blake's The Marriage of Heaven and Hell и Metamorphosis, содержащие элементы трип-хопа, джаза, эмбиентной музыки, художественной декламации и электроники, причем эта комбинация описывается критиками как «угрюмая», «атмосферная» и «кинематографичная по масштабу». Альбом получил положительные отзывы, а Kerrang! отметил: «Это не рок-н-ролл. Это эволюция в таком грандиозном масштабе, что большинство групп даже не смогли бы осознать это своим крошечным умом».

## Предыстория
Мини-альбом Metamorphosis, выпущенный в сентябре 1999 года, продемонстрировал новое электронное звучание Ulver, углубляясь в то, что станет основой для всех будущих записей.
Теперь группа, состоящая только из двух участников — Рюгга и Илвисакера — начала включать полевые записи в свою работу. Во время создания Perdition City Илвисакер вывешивал микрофоны за окном своей квартиры на 5-м этаже, чтобы записывать звуки городских улиц.
Подзаголовок «Music to an Interior Film», Perdition City и вышедшие вскоре мини-альбомы Silence Teaches You How to Sing и Silencing the Singing представляют собой переход к работе группы к саундтрекам фильмов, во многом вдохновленный результатами электронного программирования и цифровой обработки звука, с которыми они экспериментировали во время записи Themes from William Blake's The Marriage of Heaven and Hell. Отвечая на вопрос о подзаголовке Рюгг добавляет: «Мы имеем в виду именно то, что говорим, абстрактный „внутренний фильм“. Было бы неразумно комментировать что-либо впоследствии, на случай, если это будет скрытое сообщение». Леонард Лэйр отмечал, что «Город погибели» — это «гораздо больше, чем фоновая музыка, которая способна добавить атмосферу фильму, но вырванная из контекста как отдельная пьеса, в конечном итоге бесполезна. Музыка Ulver слишком навязчива и, если честно, слишком хороша для саундтрека».
Рассказывая о фотографии, включенную в буклет Perdition City, Рюгг комментирует: «Мы сознательно не думали о том, чтобы перенести слушателя в конкретный город, это скорее метафора и абстракция. Мой друг, который написал книги и сделал много фотографий, вдохновил меня на создание странных снимков. Затем мы собрали лучшие из них, чтобы поддержать историю, которую создают тексты песен. Мы попытались создать антиэстетическое целое, которое создавало бы ощущение документального фильма».
На обложке напечатано: «Это для станций до и после сна. Рекомендуются наушники и темнота». Рюгг добавляет: «Темнота всегда завораживает, как и великая пустота. Неважно, при каких эстетических обстоятельствах возникает эта пустота. Она всегда рядом, и нам было важно это понять в Perdition City: пустота присутствует даже в голосе. (…) Забавно, что вы называете нас криминальными алхимиками. Действительно, в нашей лирике достаточно криминальных и алхимических аспектов или увлекательных пограничных тем, чтобы быть более конкретными. Все это происходит в мертвом городе, или, лучше сказать, в центре, в воображаемом месте нигде и ничего».
Рюгг, в рассказе журналу Unrestrained в 2007 году, сказал: «Как я уже сказал, у нас есть только три последовательных альбома. Я думаю, что Nattens madrigal один из них, Perdition City ещё один, и, я думаю, что сюда можно отнести новый [Shadows of the Sun] Все они звучат довольно мертво. Мы были сильно увлечены такими вещами, как Амон Тобин, Warp Records и так далее, и это, безусловно, повлияло на звучание этого альбома». Продолжая: «[Создание саундтреков к фильмам] было более кропотливой работой, чем мы думали. Это захватывающая работа, но она также больше ориентирована на коммерцию. Вы можете использовать свои собственные вкусы и собственное видение, конечно, но только до определенной степени. Всё всегда сводится к тому, что имеют в виду режиссёр и продюсеры. И я уважаю это, поскольку на карту поставлены большие деньги. Для музыканта будет преимуществом, если вы вовлечетесь в процесс на ранней стадии, до того, как будет выполнен монтаж, потому что тогда вы можете перекрестно редактировать звуки и изображения для лучшей отдачи или чего-то еще. В то время как если материал уже смонтирован, может быть уже трудно подогнать его под готовый видеоряд. Кроме того, вы должны научиться отбрасывать свое эго в сторону, потому что сам фильм, очевидно, является приоритетом, так что это не то же самое, что создание альбома. Это не музыка сама по себе. Это акцентирование, направленное больше на подсознательный опыт. В контексте кино вы должны не слушать музыку, а чувствовать ее».

## Отзывы критиков
Уильям Йорк, в обзоре для AllMusic, положительно отзывался о релизе: «Пятый альбом Perdition City — это альбом угрюмой, атмосферной электроники, построенный на базовых медленных битах и нуаровых гармониях электронного фортепиано, а затем дополненный различными вспышками и писками, статическими шумами, сэмплами и иногда вокалом». Кроме того, Джонатан Хилл выделил «джазовые» моменты альбома, отметив, что «богатые и разнообразные инструментальные пассажи» позволили группе повысить уровень глубины музыкальных исследований.
И наоборот, Дэвид М. Пекораро из Pitchfork оценил альбом на 2,6 балла из 10 и заявил: «Кто знает? Может быть, Perdition City был не чем иным, как благонамеренным, но в конечном итоге опрометчивым экспериментом для этих парней. Ulver, возможно, захочет вернуться к своим металлическим корням».

## Список композиций
| №                   | Название                                                             | Длительность       |
| ------------------- | -------------------------------------------------------------------- | ------------------ |
| 1.                  | «Lost in Moments»                                                    | 7:16               |
| 2.                  | «Porn Piece or The Scars of Cold Kisses" - "Piece One" - "Piece Two» | 7:09 - 3:58 - 3:11 |
| 3.                  | «Hallways of Always»                                                 | 6:35               |
| 4.                  | «Tomorrow Never Knows»                                               | 7:59               |
| 5.                  | «The Future Sound of Music»                                          | 6:39               |
| 6.                  | «We Are the Dead»                                                    | 3:40               |
| 7.                  | «Dead City Centres»                                                  | 7:10               |
| 8.                  | «Catalept»                                                           | 2:05               |
| 9.                  | «Nowhere/Catastrophe»                                                | 4:48               |
| Общая длительность: | Общая длительность:                                                  | 53:31              |

## Участники записи
Ulver
- Кристоффер Рюгг — вокал (в титрах — «Christophorus G. Rygg»), иллюстрации (указан как — «G.»)
- Торе Илвисакер — электронное программирование

Приглашённые музыканты
- Ховард Йоргенсен — электрогитара
- Борд Эйтун — ударные на «The Future Sound of Music»
- Ивар Х. Йохансен — ударные в «Nowhere/Catastrophe»
- Коре Дж. Педерсен — ударные в «Porn Piece (or The Scars of Cold Kisses)»
- Рольф Эрик Нистрём — саксофон в композициях «Lost in Moments» и «Dead City Centres»
- Ойстейн Мо — бас-гитара в «Lost in Moments»